# Reprise des négociations
Albums de Bénabar
Les Risques du métier
(2003) Infréquentable
(2008)
Singles
1. Maritie et Gilbert Carpentier
Sortie : 18 septembre 2005
2. Le Dîner
Sortie : 19 décembre 2005
3. Tu peux compter sur moi
Sortie : 2006
4. Quatre murs et un toit
Sortie : 17 septembre 2006

Reprise des négociations est le quatrième album studio du chanteur Bénabar, sorti en 2005.
L'album est le quatrième le plus vendu en France durant l'année 2006. Il s'est vendu à plus d'un million d'exemplaires et a été certifié disque de diamant en France.

## Titres
| No  | Titre                                      | Durée |
| --- | ------------------------------------------ | ----- |
| 1.  | Le Dîner                                   | 3:01  |
| 2.  | Maritie et Gilbert Carpentier              | 3:50  |
| 3.  | Quatre murs et un toit                     | 3:31  |
| 4.  | Bruxelles                                  | 3:27  |
| 5.  | Triste compagne                            | 2:51  |
| 6.  | La Berceuse                                | 5:00  |
| 7.  | Les Épices du souk du Caire                | 4:43  |
| 8.  | Qu'est-ce que tu voulais que je lui dise ? | 5:02  |
| 9.  | Le Méchant de James Bond                   | 3:11  |
| 10. | Le Fou Rire                                | 3:36  |
| 11. | Tu peux compter sur moi                    | 3:09  |
| 12. | Le Cahier de solfège                       | 2:38  |
|     | Christelle est une ordure (Piste cachée)   |       |